# The Sundays
The Sundays est un groupe de rock indépendant britannique, originaire de Londres, en Angleterre. Le groupe connaît le succès au Royaume-Uni et aux États-Unis au cours des années 1990. Leurs deux premiers albums sont certifiés disque d'or.

## Biographie

### Débuts (1987–1989)
Le guitariste David Gavurin fait la connaissance de la chanteuse Harriet Wheeler durant leurs études à l'université de Bristol. Ils commencent à composer durant l'été 1987,. Ils s'installent à Londres et recrutent une section rythmique constituée du bassiste Paul Brindley et du batteur Patrick Hannan,. Les Sundays donnent leurs premiers concerts durant l'été 1988 et attirent l'attention de plusieurs maisons de disques. Ils s'engagent avec le label indépendant Rough Trade,.

### Rough Trade (1989–1991)
Leur premier single, Can't Be Sure, édité en janvier 1989, se classe no 1 des charts indépendants et atteint la 45e place du UK Singles Chart. Le quatuor enregistre une session radio pour l'émission de l'animateur John Peel, puis se consacre à la réalisation d'un album. Lors de sa sortie en janvier 1990, Reading, Writing and Arithmetic se classe 4e des ventes au Royaume-Uni.
Il est bien accueilli par la presse britannique, le groupe pose notamment en couverture du magazine New Musical Express sous le titre « 1990: The Year of the Sundays ». Aux États-Unis, Reading, Writing and Arithmetic est édité par DGC Records et figure dans le Top 40. Le magazine Rolling Stone nomme les Sundays révélation étrangère de l'année (« Best Foreign Newcomer »). Leur album se vend à 500 000 exemplaires et est certifié disque d'or. Here's Where the Story Ends est édité en single et décroche la 1re place du classement modern rock aux États-Unis. Le groupe tourne en Europe, aux États-Unis et au Japon.

### Parlophone (1992–1997)
Rough Trade traversant des difficultés financières, le groupe rejoint Parlophone, une filiale d'EMI. Leur second album, Blind, édité en octobre 1992, leur permet d'obtenir un second disque d'or. Il atteint la 15e place des ventes d'albums au Royaume-Uni. Le single Goodbye se classe dans le Top 30. Aux États-Unis, Love et Goodbye figurent respectivement à la 2e et 11e place du classement modern rock. Le groupe effectue une tournée mondiale.
Leur reprise du morceau Wild Horses des Rolling Stones, qui figure en face-B du single Goodbye, illustre une campagne de publicité aux États-Unis. David Gavurin et Harriet Wheeler, qui vivent en couple et ont un enfant, font construire un studio d'enregistrement, dans lequel ils produisent leur troisième album. Ils effectuent leur retour en 1997 avec l'album Static and Silence et le single Summertime.

### Possible retour (2014)
En avril 2014, Adam Pitluk, éditeur du magazine American Way pour American Airlines conduit une interview avec Wheeler et Gavurin durant laquelle il émerge l'idée d'un éventuel retour. La réponse sera comme telle – « Déjà, faut voir si les morceaux qu'on a écrit verront le jour, puis après on pourra remonter sur scène. »

## Style musical et influences
La presse fait souvent référence à Johnny Marr des Smiths pour évoquer le jeu de guitare de David Gavurin. La voix d'Harriet Wheeler est rapprochée de celle de la chanteuse Elizabeth Fraser des Cocteau Twins,. Le groupe reconnaît également l'influence d'artistes comme Joni Mitchell et John Martyn.

## Membres
- Harriet Wheeler  – chant
- David Gavurin  – guitare
- Paul Brindley  – basse
- Patrick (Patch) Hannan – batterie

## Discographie

### Albums studio
- 1990 : Reading, Writing and Arithmetic (Rough Trade)
- 1992 : Blind (Parlophone)
- 1997 : Static and Silence (Parlophone)

### Singles
- 1989 : Can't Be Sure (Rough Trade)
- 1990 : Here's Where the Story Ends (Rough Trade)
- 1992 : Love (Parlophone)
- 1992 : Goodbye (Parlophone)
- 1997 : Summertime (Parlophone)
- 1997 : Cry (Parlophone)